# Galis (Giligenteng)
Galis is een bestuurslaag in het regentschap Sumenep van de provincie Oost-Java, Indonesië. Galis telt 4470 inwoners (volkstelling 2010).